# Samuel Justo
Samuel Loureiro Carvalho Justo (Amadora, 2 aprile 2004) è un calciatore portoghese, centrocampista dello Sporting Lisbona B.

## Carriera

### Club
Cresciuto nello Sporting Lisbona, nel 2023, dopo aver giocato nella seconda divisione portoghese con la squadra riserve del club lusitano, è stato prestato al Casa Pia (club di prima divisione) per la stagione 2023-2024; ha fatto il suo debutto fra i professionisti il 17 settembre 2023 in una vittoria per 1-0 contro l'Arouca in Primeira Liga. Nel corso della stagione ha totalizzato complessivamente 21 presenze in campionato, segnando anche una rete.
Per la stagione 2024-2025 è tornato a giocare nella seconda divisione portoghese con la squadra riserve dello Sporting, salvo poi venire ceduto nuovamente a titolo temporaneo nel mercato invernale al Farense.

### Nazionale
Ha giocato nelle nazionali giovanili portoghesi Under-16, Under-18, Under-19 ed Under-20.

## Statistiche

### Presenze e reti nei club
Statistiche aggiornate al 9 ottobre 2023.
| Stagione        | Squadra            | Campionato      | Campionato | Campionato | Coppe nazionali | Coppe nazionali | Coppe nazionali | Coppe continentali | Coppe continentali | Coppe continentali | Altre coppe | Altre coppe | Altre coppe | Totale | Totale | Totale |
| Stagione        | Squadra            | Comp            | Pres       | Reti       | Comp            | Pres            | Reti            | Comp               | Pres               | Reti               | Comp        | Pres        | Reti        | Pres   | Reti   |        |
| --------------- | ------------------ | --------------- | ---------- | ---------- | --------------- | --------------- | --------------- | ------------------ | ------------------ | ------------------ | ----------- | ----------- | ----------- | ------ | ------ | ------ |
| 2022-2023       | Sporting Lisbona B | TL              | 22         | 3          |                 | -               | -               |                    | -                  | -                  |             | -           | -           | 22     | 3      |        |
| ago. 2023       | Sporting Lisbona B | TL              | 3          | 0          |                 | -               | -               |                    | -                  | -                  |             | -           | -           | 3      | 0      |        |
| 2023-2024       | Casa Pia           | PL              | 4          | 0          | CP+Cdl          | 0+1             | 0               |                    | -                  | -                  |             | -           | -           | 5      | 0      |        |
| Totale carriera | Totale carriera    | Totale carriera | 29         | 3          |                 | 1               | 0               |                    | -                  | -                  |             | -           | -           | 30     | 3      |        |